# Banque de France
A Banque de France (magyarul: Franciaország Bankja) Franciaország központi bankja. A bank a Központi Bankok Európai Rendszerének tagja. Hozzájárul az euróövezet monetáris politikájának meghatározásához, és az eurorendszer nevében biztosítja annak Franciaországban történő végrehajtását. A bank I. Napóleon francia császár kezdeményezésére alapult meg 1800-ban. Székhelye Párizsban van.